# Thetidia obsoleta
Thetidia obsoleta là một loài bướm đêm trong họ Geometridae.